# Xiphonychidion stibarum
Xiphonychidion stibarum är en stekelart som först beskrevs av Porter 1967.  Xiphonychidion stibarum ingår i släktet Xiphonychidion och familjen brokparasitsteklar. Inga underarter finns listade i Catalogue of Life.